# Gębacz pięknopłetwy
Gębacz pięknopłetwy (Labidochromis vellicans) – gatunek endemicznej ryby z rodziny pielęgnicowatych (Cichlidae). Bywa hodowany w akwariach.

## Występowanie
Zasiedla południową część afrykańskiego jeziora Malawi (Niasa) w jego przybrzeżnej partii skał. Wśród nich poszukuje pożywienia.

## Charakterystyka
Tułów wąski, głowa dość duża, oczy duże. Otwór gębowy wąski, szczęki uzbrojone są w dość długie, stożkowate zęby. Górna powierzchnia zębów jest przystosowana do chwytania i zrywania z glonów żywego pokarmu.

## Dymorfizm płciowy
Barwa podobna u obu płci. Samiec jest trochę bardziej intensywnie ubarwiony, uwidacznia się to szczególnie w okresie rozrodczym, zwłaszcza w czasie tarła jego pysk, pokrywy skrzelowe jak i gardło mienią się w kolorach błyszczących na jasnoniebiesko. Jego ciało przybiera barwę oliwkowo-brązową z niewielkim, niebieskawym połyskiem. Przez ciało przebiegają ciemne poprzeczne pasy. Płetwa grzbietowa o błękitnej barwie z przebiegającym przez nią żółto-błękitnawym pasem. Na płetwie odbytowej widnieje jasnoniebieska barwa z żółtą plamą.
Samica w okresie godowym przybiera barwy brązowo-szare z błękitnawym połyskiem. Jej płetwy – grzbietowa i ogonowa są ciemne z jasnoczerwonawą obwódką.
Ryba mało agresywna, może być trzymana w akwarium wielogatunkowym, w którym przebywają inne gatunki pielęgnic.
Dorasta do 8, niekiedy do 11 cm długości.

## Warunki w akwarium
| Zalecane warunki w akwarium | Zalecane warunki w akwarium                       |
| --------------------------- | ------------------------------------------------- |
| Zbiornik                    | duży (min. 100 l)                                 |
| Temperatura wody            | powyżej 22 °C                                     |
| Twardość wody               | twarda                                            |
| Skala pH                    | 7,0–8,5                                           |
| pokarm                      | różnorodny, małżoraczki, larwy muchówek, roślinny |

## Wymagania hodowlane
Wymaga zbiornika z kryjówkami ze skał, korzeni. Posadzonych roślin nie niszczy.

## Rozmnażanie
Tarlaki dojrzewają do rozrodu w wieku 9–12 miesięcy. Woda o temperaturze ok. 26 °C. Przed przystąpieniem do tarła u samicy pojawia się tępo zakończone pokładełko 2–4 mm długości, służące do układania jaj we wcześniej przygotowanym przez samca dołku w piasku. Niekiedy do tarła może dojść w kryjówce – grocie lub nawet bezpośrednio na kamieniu. Ikra o średnicy ok. 2–3 mm składana jest, w zależności od spokoju wokół gniazda po kilka–kilkanaście sztuk ziaren. Ogółem około kilkadziesiąt sztuk.
Po skończonym tarle samica odpoczywa w spokojnym miejscu między kamieniami, samiec odpędza inne ryby z sąsiedztwa. Wykluty narybek zostaje przechowywany w jej pysku, który po 16–26 dniach zaczyna opuszczać, poszukując pokarmu.
Pierwszy pokarm to dafnia (popularna rozwielitka) i larwy komarów. 

## Krzyżówki
Możliwa jest forma krzyżówkowa gębacza pięknopłetwego z innym gatunkiem pyszczakiem zebra.